# Joan Lorring

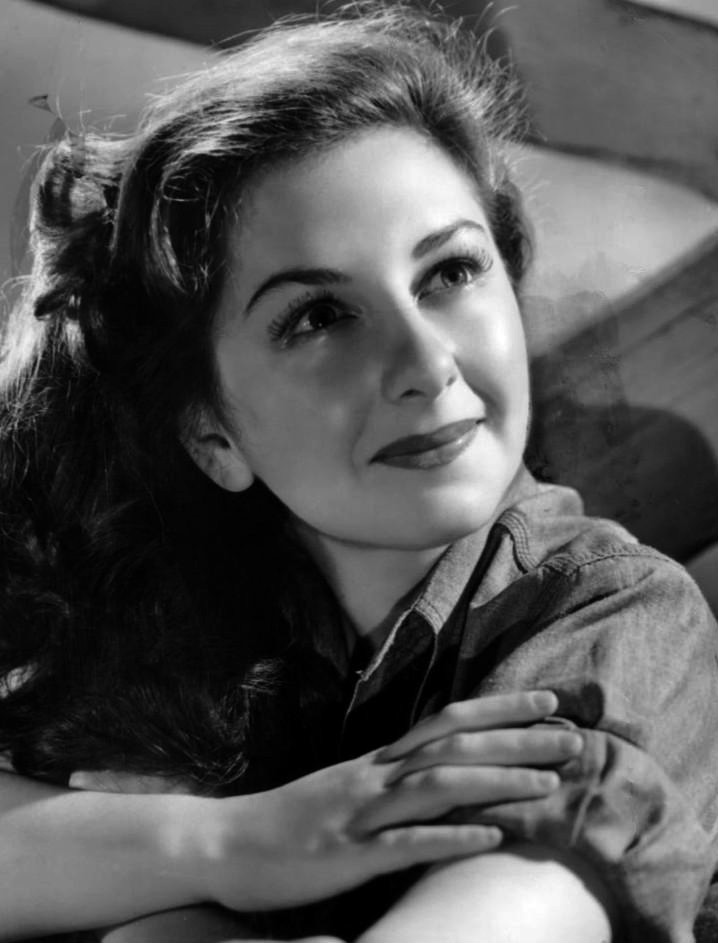
Joan Lorring.

Joan Lorring, född 17 april 1926 i Hongkong, död 30 maj 2014 i Sleepy Hollow, New York, var en amerikansk skådespelare. För sin roll i filmen Nya skördar nominerades hon till en Oscar för bästa kvinnliga biroll, men vann inte. På 1950-talet spelade hon på Broadway i fyra produktioner.

## Filmografi
- 1944 – Ödets bro
- 1945 – Nya skördar
- 1946 – 3 främlingar
- 1946 – Svarta handsken
- 1947 – Den vita orkidén
- 1947 – Det förhäxade huset
- 1948 – Panik i paradiset
- 1952 – Farlig främling
- 1974 – En gång snut, alltid snut